# Бронь (Радом)
Радомський футбольний клуб «1926 Бронь» Радом (пол. Radomski Klub Piłkarski 1926 Broń Radom) — польський футбольний клуб з Радома, заснований у 1926 році. Виступає у Третій лізі. Домашні матчі приймає на Міському стадіоні місткістю 4 066 глядачів.

## Відомі гравці
- Казімеж Пшибись
- Олег Бородай